# Catete (Ícolo e Bengo)
Catete é uma cidade e município, capital da província de Ícolo e Bengo, em Angola.

## Geografia
Em relação ao restante da província, o Catete é uma terra árida, já que o Ícolo e Bengo é banhado por dois grandes rios e nenhum deles passa na sua capital, nem as lagoas. Estes recursos estão localizados nas localidades de Cabala, Caxicane, Mazozo, Niguimbe e Lalama.
O município do Catete está subdividido em quatro comunas, sendo a sede, que conservava o mesmo nome, e as comunas de Caxicane, Cassoneca e Caculo Cahango.

## História
Entre 1921 e 2015 o Catete ora configurou como sede de concelho ora como comuna-sede do município do Ícolo e Bengo.
Em 2015 tornou-se um bairro-distrito da comuna-sede, a efetiva centralidade da nova cidade de Ícolo e Bengo, que correspondia, então, a todo território municipal.
Em 5 de setembro de 2024 tornou-se capital da nova província de Ícolo e Bengo, tornando-se, pela mesma legislação (Lei n.° 14/2024), efetivamente uma cidade e um município.

## Infraestrutura
A Estação Ferroviária de Catete é servida por comboios de médio e de longo curso. É também o términus dos serviços suburbanos.
Duas importantes rodovias a ligam ao território nacional, sendo a principal a EN-230, que a liga a Viana (oeste) e Massangano (leste); a outra rodovia é a EN-110, que a liga a Sequele (norte) e Muxima (sul).

## Cultura e lazer
Em Catete encontram-se vários atractivos históricos, como o Centro Cultural Agostinho Neto. 